# Nitrito di metile
ll nitrito di metile è un composto organico avente formula chimica  CH3−O−N=O e rappresenta l'estere metilico dell'acido nitroso, il più semplice dei nitriti alchilici. A temperatura ambiente è un gas giallo chiaro molto infiammabile, che in aria può formare miscele esplosive. A differenza dell'acido nitroso da cui deriva, il nitrito di metile è stabile anche come liquido puro. L'estere metilico dell'acido nitrico è invece il nitrato di metile CH3−O−NO2, liquido a temperatura ambiente.
Allo stato liquido, sotto -12 °C, è di un tenue colore verdino, solubile in alcool ed etere, poco in acqua. È moderatamente tossico per inalazione ed è narcotico a maggiori concentrazioni.
È un isomero strutturale del nitrometano CH3-NO2, col quale non va confuso.

## Preparazione
Il nitrito di metile può essere preparato con una classica reazione di esterificazione del metanolo con l'acido nitroso; quest'ultimo, data la sua instabilità, viene generato in soluzione per reazione con un acido minerale; in pratica, ad una soluzione fredda di nitrito di sodio (NaNO2) in acqua-metanolo viene aggiunto acido solforico diluito; la reazione è:
CH3OH + HNO2  →  CH3ONO + H2O
Può anche essere ottenuto, però generalmente in miscela con il nitrometano, per reazione dello ioduro di metile con il nitrito di argento AgNO2, con precipitazione di ioduro di argento:
n CH3I + n AgNO2  →  x CH3ONO + (n-x) CH3NO2 + n AgI ↓
Questo esito è connesso al fatto che lo ione nitrito è un ligando e un nucleofilo ambidentato che può attaccare il carbonio elettrofilo sia con le coppie solitarie degli atomi di ossigeno che con quella dell'atomo di azoto.
Un altro metodo consiste nella reazione dell'acido nitrosilsolforico con metanolo acquoso in presenza di acido solforico come catalizzatore acido:
CH3OH + ON-OSO3H  →  CH3ONO + H2SO4
Infine, il nitrito di metile può anche ottenersi trattando lo ioduro di metile con biossido di azoto:
2 CH3I + 2 NO2  →  2 CH3ONO + I2

## Proprietà e struttura
Il nitrito di metile è un composto termodinamicamente stabile, ΔHƒ° = -66,1 kJ/mol, sebbene alquanto meno del suo isomero nitrometano (-112,6 kJ/mol). A temperatura ambiente esiste come miscela di conformeri nelle forme cis e trans.  la forma cis è più stabile di quella trans di 3,13 kJ mol−1 e la barriera energetica per la rotazione attorno al legame estereo (CH3)O–N(O) ammonta a 45,3 kJ mol−1. La presenza di entrambi i conformeri, cis e trans, è stata provata sia tramite spettroscopia vibrazionale (infrarossa), sia tramite quella rotazionale (microonde).
Polarità e costante dielettrica
La molecola è notevolmente polare, il suo momento dipolare è μ = 2,05 D (1,86 D, per l'acqua), anche se meno polare del nitrato di metile (3,10 D) e dell'isomero nitrometano (3,54 D), che è liquido già a temperatura ambiente. Allo stato liquido, una fase che per il nitrito di metile esiste solo nel brevissimo intervallo tra -16 e -12 °C a pressione atmosferica, ha anche una notevole costante dielettrica per un composto organico, εr = 20,77, quasi uguale a quella dell'acetone (21) e poco diversa da quella del nitrato di metile (23,9), ma alquanto minore rispetto al nitrometano (39,40).
Struttura molecolare
La molecola del nitrito di metile può essere considerata come un ibrido di risonanza tra due forme limite:
CH3−O−N=O   ↔   CH3−O+=N−O−
La seconda forma, contenendo una separazione di carica, ha un peso molto limitato nell'ibrido, ma implica che i tre atomi coinvolti (O, N, O) debbano avere un orbitale p libero per poter formare legami pi-greco e che quindi debbano essere tutti ibridati sp2.
Da indagini di spettroscopia rotazionale nella regione delle microonde su entrambi i conformeri del nitrito di metile si trova che lo scheletro molecolare e un atomo H (qui indicato con H1, gli altri due con H2) giacciono in uno stesso piano e dall'analisi dei dati ottenuti è stato possibile ricavare, tra l'altro, distanze (r) ed angoli di legame (∠):
[cis]     r(N=O) = 118,2 pm; r(N–O) = 139,8 pm; r(C–O) = 143,7 pm;
[trans]     r(N=O) = 116,4 pm; r(N–O) = 141,5 pm; r(C–O) = 143,6 pm;
r(C–H2) = 110,2 pm; r(C–H1) = 109,0 pm;
[cis]    ∠(ONO) = 114,8°; ∠(NOC) = 114,7°;
[trans]    ∠(ONO) = 111,8°; ∠(NOC) = 109,9°;
∠(OCH1) = 101,8°; ∠(OCH2) = 109,95°; ∠(H2CH2) = 108,1°; ∠(H1CH2) = 113,44°.
I legami C–H e quelli C−O hanno lunghezze quasi uguali ai loro valori normali di 109 pm e 143 pm, rispettivamente.
Il legame N=O nel conformero cis è un po' più lungo che in quello trans a causa in parte dell'interazione repulsiva con i due H2, non presente nell'altro. Nella molecola dell'acido nitroso, dove tale interazione ovviamente non c'è, il legame N=O è di 116,9 pm, cioè praticamente uguale a quello del conformero trans; similmente, nella molecola analoga del fluoruro di nitrosile F−N=O, con F- al posto di HO- e dove tale interazione pure non esiste, il legame N=O è anche più corto, 113,6 pm. Il confronto poi con l'acido nitrico (HO−NO2), dove si riscontra una lunghezza maggiore (121,1 pm) non è significativo perché il legame pi-greco è qui diviso per risonanza tra i due ossigeni del gruppo nitro (-NO2), aumentandone la lunghezza.
Il legame N−O ha in entrambi i conformeri un valore praticamente normale (140 pm).
Nel conformero trans l'angolo su N risulta più stretto dei 120° ottimali per l'ibridazione sp2, ma la presenza su di esso della coppia solitaria che tende a occupare per sé più spazio angolare, giustifica qualitativamente un tale restringimento; nell'acido nitroso tale angolo è anche leggermente più stretto (110,6°), come pure nell'analogo fluoruro di nitrosile (110,1°). Nel conformero cis tale angolo, influenzato dalla repulsione H2 . . . O che tende ad allargarlo, arriva a un valore prossimo a 115°.
Per l'angolo sull'ossigeno estereo (NOC), maggiore nel cis rispetto al trans, valgono considerazioni analoghe tenendo però conto del fatto che su tale O le coppie solitarie sono due.
|                |                  |
| conformero cis | conformero trans |